# پینیا د کامپس
پینیا د کامپس (به اسپانیایی: Piña de Campos) یک شهرستان در اسپانیا است که در استان پالنسیا واقع شده‌است.

## خصوصیات
پینیا د کامپس ۱۲ کیلومترمربع مساحت و ۲۷۹ نفر جمعیت دارد.